# أمين أباد (دربندرود)
أمین أباد (بالفارسية: امین‌آباد) هي مستوطنة تقع في إيران في قسم دربندرود الريفي. يقدر عدد سكانها بـ 53 نسمة .